# Conversaciones de Malinas
Las conversaciones de Malinas fueron una serie de debates informales entre clérigos católicos y anglicanos que buscaban las posibilidades de encuentro entre la Iglesia católica y la Iglesia de Inglaterra.

## Historia

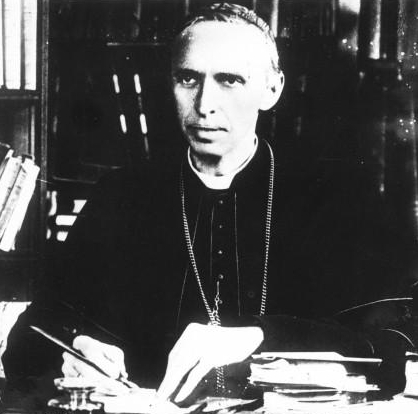
El cardenal belga Mercier.

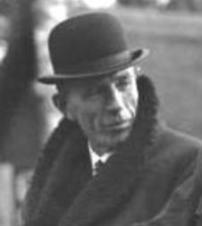
E. F. L. Wood, Lord Halifax.

Las conversaciones se celebraron en la Sede episcopal primada belga de Malinas entre 1921 y 1927, en gran medida gracias a la iniciativa del cardenal Désiré-Joseph Mercier, pero con el apoyo tácito del Vaticano y del arzobispo de Canterbury y del arzobispo de York.
El número de participantes varió en cada uno de los encuentros, en los que participaron, del lado anglicano el futuro Lord Halifax, los obispos Frere y Gore y Joseph Armitage Robinson (Deán de Wells). Desde la Iglesia Católica participaron el mismo Mercier, Batiffol, Hemmer, Portal, CM y el sucesor de Mercier, van Roey que cerró las conversaciones en 1927. De entre los documentos que surgieron de las conversaciones, destaca el artículo de 1925 de Dom Lambert Beauduin L'église anglicane unie, mais no absorbée.
Van Roey se mostró menos favorable a la idea de la unidad que su predecesor y, junto a los cardenales Francis Bourne, arzobispo de Westminster, y Francis Aidan Gasquet instó al Vaticano para que retirar su apoyo, en consonancia con la bula de León XIII Apostolicae Curae (1896), que había negado validez a las órdenes anglicanas y a la posterior Mortalium animos, de Pío XI (1928). Aunque los debates tenían la bendición de Randall Davidson, el arzobispo de Canterbury, muchos de los anglicanos evangélicos se sintieron alarmados por ellos. En última instancia, las conversaciones fracasaron por la firme oposición de los ultramontanos. Un efecto de estas conversaciones pudo haber sido el despertar de la oposición a la revisión del libro de oración anglicano.
A pesar del fracaso de las conversaciones, algunos estudiosos consideran que son un paso crucial en la historia del ecumenismo moderno. Una amplia gama de las cuestiones que se habían abordado (la primacía de honor, la presencia real, la Eucaristía, los obispos...) prepararon las discusiones posteriores entre anglicanos y católicos, que se reinstauraron después del Concilio Vaticano II por el impulso del papa Pablo VI y del arzobispo de Canterbury Michael Ramsey y que continúan hoy con la Comisión Internacional Anglicana-Católica Romana.